# Bolton-by-Bowland
Bolton-by-Bowland – wieś w Anglii, w hrabstwie Lancashire, w dystrykcie Ribble Valley, położona w pobliżu krainy Forest of Bowland. Leży 54 km na północ od miasta Manchester i 309 km na północny zachód od Londynu. W 2001 miejscowość liczyła 498 mieszkańców.